# Combustió de l'oxigen
El procés de combustió de l'oxigen és un conjunt de reaccions de fusió nuclear que tenen lloc a estels massius que han esgotat els elements més lleugers en els seus nuclis. Succeeix a temperatures al voltant d'1,5 vegades;10⁹ K / 130 keV i densitats de 10¹⁰ kg/m³.
Les principals reaccions són:
{\displaystyle \mathrm {_{8}^{16}O} +\mathrm {_{8}^{16}O} \rightarrow \mathrm {_{14}^{28}Si} +\mathrm {_{2}^{4}He} } + 9,594 MeV
{\displaystyle \rightarrow \mathrm {_{15}^{31}P} +\mathrm {_{1}^{1}H} }+ 7,678 MeV
{\displaystyle \rightarrow \mathrm {_{16}^{31}S} +\mathrm {_{}^{}n} }+ 1,500 MeV
{\displaystyle \rightarrow \mathrm {_{14}^{30}Si} +2\mathrm {_{1}^{1}H} }+ 0,381 MeV
{\displaystyle \rightarrow \mathrm {_{15}^{30}P} +\mathrm {_{1}^{2}D} }+ 2,409 MeV
Una altra reacció possible:
{\displaystyle \rightarrow \mathrm {_{16}^{32}S} +\gamma }
{\displaystyle \rightarrow \mathrm {_{12}^{24}Mg} +2\mathrm {_{4}^{2}He} }
Amb el procés de combustió del neó es forma un nucli inert de O-Mg al centre de l'estel. Quan la combustió del neó cessa, el nucli es contreu i s'escalfa fins al punt d'ignició de la combustió d'oxigen. Entre sis mesos i un any l'estel consumeix el seu oxigen, acumulant un nou nucli ric en silici. Aquest nucli és inert, ja que no és prou calent per fer la combustió del silici. Una vegada s'exhaureix l'oxigen, el nucli deixa de produir energia de fusió i es contreu. Aquesta contracció l'escalfa fins a produir el procés de combustió del silici. D'aquesta manera, hi ha una capa de combustió d'oxigen, seguida de la capa de neó, de carbó, d'heli i d'higrogen.